# 乙女男子に恋する乙女
『乙女男子に恋する乙女』（おとめだんしにこいするおとめ）は、島崎無印による日本の漫画。『ツイ4』（星海社）で2017年7月25日から2020年6月13日まで連載された。単行本は全5巻。
乙女男子をテーマにした作品であり、「ジェンダー・ステレオタイプの混乱を楽しんじゃおう」というのがテーマの一つになっている。

## あらすじ
内気な少女、水口まゆは幼少時のトラウマもあり、男性が嫌いで大の苦手だった。だがある時助けられた際に一目ぼれした相手は、素敵なお姉さま……としか思えない容姿を持つ少年舞阪由季であった。最初は戸惑いつつも、彼への想いを深めていく、まゆ。由季もまた、自身の趣味を肯定してくれる彼女に対して惹かれていくのであった。

## 登場人物

### 主な登場人物
水口まゆ（みなくち まゆ）
ショートヘアの内気な少女。幼少時の経験もあって男性が嫌いであり、どこか怯えているところが有った。そんなある日、一見した限りでは女性に見える少年、ゆきと出会ったことにより、一目ぼれ。戸惑いつつも、少しずつ想いを強めていくのだった。
舞阪 由季（まいさか ゆうき）
「ふりーだむ」では「ゆき」と名乗っている他、普段でもそう呼ばれることが多い。作者の定義では、「乙女男子＝趣味や思考が乙女っぽい」（性癖）、「女装子＝女装している男子」（服装）、「男の娘＝女装すると女性にしか見えない男子」（容姿）、の三つに分けられているが、彼は三つとも兼ね備えた「ハイパーハイブリッド」だと作者に評されている。
明日香（あすか）
まゆの親友であり、慧の幼馴染。慧のことが好きだが、慧がまゆに片想いしていることを知っており、なかば諦めている節がある。
藤枝 慧（ふじえだ けい）
明日香の幼馴染の少年。まゆに片想いしているが、目の前にすると緊張もあって顔が強張ってしまい、結果として怖がらせることとなってしまっていた。『ふりーだむ』では『ケイ』と名乗っている。
まゆと仲良くなりたいという理由で『ふりーだむ』でバイトを始めるが、それまでのバイト経験で『キャラになりきる』ことになれていることもあり、店長に『才能がある』と評された。
最終的にまゆとゆきの様子から想いを諦め、『ケイ＝藤枝慧』であることをまゆに打ち明け、改めて友人関係となった。

### 「ふりーだむ」関係者
店長
通常時は普通のおじさんといった容貌。完全に仕事として女装しており、『女装道』なる信念らしきものも持っている。店員たちにアドバイスすることも時々ある。

### 周囲の人々
水口の母
まゆの母親で、シングルマザー。まゆが幼いころ、一時期だけある男性と同居していたことがあり、その男性がまゆに対して放った暴言などが、まゆの男性嫌いの元となった。その男性と別れた後も、出来るだけ思い出させるようなことはしたくないとの考えから、男には気を付けるようにとしか言えずにいた。
ゆきのことは存在を知った時は警戒していたが、実際に話してみて、また、まゆとのやり取りを見て、彼のことを信頼し認めるようになった。
藤枝 凛（ふじえだ りん）、藤枝 遥（ふじえだ よう）
男女の双子で、慧の弟妹。凛が男で、遥が女。凛は気弱な性格をしており、遥は強気な性格をしている。

## 書誌情報
- 島崎無印『乙女男子に恋する乙女』、星海社〈星海社COMICS〉、全5巻
  1. 2018年1月10日発売、ISBN 978-4-06-510941-0
  2. 2018年6月10日発売、ISBN 978-4-06-512001-9
  3. 2018年11月10日発売、ISBN 978-4-06-513864-9
  4. 2019年9月11日発売、ISBN 978-4-06-517204-9
  5. 2020年7月10日発売、ISBN 978-4-06-520438-2